# Canadian National Soccer League
La Canadian National Soccer League, conocida también como National Soccer League hasta 1993, fue la liga de fútbol más importante de Canadá que existió entre 1927 y 1997.

## Historia
La liga fue de categoría aficionada y fue llamada National Soccer League of Ontario and Quebec. Su nombre actual fue a causa de la desaparición de la original Canadian Soccer League en 1993 y que aceptaran al Winnipeg Fury con el fin de nacionalizar la liga.
la liga desaparece en 1997 con el nacimiento de la Canadian Professional Soccer League en 1998 y principalmente por la reestructuración de la Ontario Soccer Association, además de la nueva Canadian Soccer League en 2006 con la expansión a escala nacional.

## Lista de Campeones
| Temporada | Campeón                    | Resultado        | Finalista de Playoff      | Campeón Temporada Regular | Subcampeón                 |
| --------- | -------------------------- | ---------------- | ------------------------- | ------------------------- | -------------------------- |
| 1926      | Toronto Ulster             |                  |                           |                           |                            |
| 1927      | No se jugó                 |                  |                           |                           |                            |
| 1928      | Montreal CNR               | 1-2 / 4-0        | Toronto Ulster            |                           |                            |
| 1929      | Montreal CNR               | 1-0 / 3-2        | Toronto Ulster            |                           |                            |
| 1930      | Toronto Scottish           | 1-1 / 4-3        | Montreal CNR              |                           |                            |
| 1931      | Toronto Scottish           | 2-1 / 2-2        | Montreal Carsteel         |                           |                            |
| 1932      | Toronto Ulster             | 4-3 / 3-1        | Montreal Carsteel         |                           |                            |
| 1933      | Toronto Ulster             | 5-0 / 3-2        | Montreal Carsteel         |                           |                            |
| 1934      | Toronto Ulster             | 2-0 / 3-2        | Montreal Carsteel         |                           |                            |
| 1935      | Frood Mines                | 3-1              | Toronto Ulster            |                           |                            |
| 1936      | Montreal Carsteel          | 5-3 / 1-0        | Toronto Ulster            |                           |                            |
| 1937      | Toronto British Consols    | 1-3 / 5-1        | Falconbridge Falcons      |                           |                            |
| 1938      | Montreal Victorias         |                  | Toronto British Consols   |                           |                            |
| 1939      | Montreal Victorias         |                  | Toronto British Consols   |                           |                            |
| 1940      | Montreal Carsteel          | 3-2 / 2-1        | Toronto Maple Leafs       |                           |                            |
| 1941      | Montreal Carsteel          |                  | Toronto Ulster United     |                           |                            |
| 1942-46   | Cancelado por la WWII.     |                  |                           |                           |                            |
| 1947      | Montreal Stelco            |                  |                           |                           |                            |
| 1948      | Montreal Carsteel          | 3-1 / 3-3        | Hamilton Westinghouse     |                           |                            |
| 1949      | Toronto Canadians          |                  | Hamilton Westinghouse     |                           |                            |
| 1950      | Hamilton Westinghouse      | 3–2 / 2–1        | Montreal Canadian Falcons |                           |                            |
| 1951      | Toronto St Andrews         |                  |                           |                           |                            |
| 1952      | Toronto East End Canadians |                  |                           |                           |                            |
| 1953      | Toronto Ukraina            |                  |                           |                           |                            |
| 1954      | Toronto Ukraina            | No hubo playoffs |                           | Toronto Ukraina           | Toronto Ulster United      |
| 1955      | Toronto Ukraina            | No hubo playoffs |                           | Toronto Ukraina           | Toronto Ulster United      |
| 1956      | Polish White Eagles        | No hubo playoffs |                           | Polish White Eagles       | Toronto Italia             |
| 1957      | Toronto Italia             | No hubo playoffs |                           | Toronto Italia            | Polish White Eagles        |
| 1958      | Montreal Hungaria          | No hubo playoffs |                           | Montreal Hungaria         | Toronto Olympia            |
| 1959      | Montreal Cantalia          | No hubo playoffs |                           | Montreal Cantalia         | Toronto Italia             |
| 1960      | Toronto Italia             | 2–2 / 0–0 / 4–2  | Montreal Cantalia         | Toronto Italia            | Toronto Sparta             |
| 1961      | Toronto Roma               | No hubo playoffs |                           | Toronto Roma              | Montreal Concordia         |
| 1962      | Toronto Olympia            | No hubo playoffs |                           | Toronto Olympia           | Toronto Ukrainians         |
| 1963      | Italian Virtus             |                  |                           | Italian Virtus            | Toronto Hakoah             |
| 1964      | Toronto Ukraina            | 1–0 / 4–1        | Toronto Abruzzi           | Toronto Ukraina           | Montreal Cantalia          |
| 1965      | Toronto Ukraina            |                  |                           |                           |                            |
| 1966      | Windsor Teutonia           | 1–1 / 1–0        | Toronto Croatia           |                           |                            |
| 1967      | Hamilton Primos            |                  |                           |                           |                            |
| 1968      | Sudbury Italia             |                  |                           |                           |                            |
| 1969      | Toronto First Portuguese   |                  |                           |                           |                            |
| 1970      | Toronto Croatia            |                  |                           | Toronto Croatia           | Hamilton Croatia           |
| 1971      | Toronto Croatia            |                  |                           | Toronto Croatia           | Toronto First Portuguese   |
| 1972      | Toronto Croatia            |                  |                           | Toronto Croatia           | Serbian White Eagles       |
| 1973      | Toronto Croatia            |                  |                           | Toronto Croatia           | Serbian White Eagles       |
| 1974      | Serbian White Eagles       |                  |                           | Serbian White Eagles      | Homer                      |
| 1975      | Toronto Italia             |                  |                           | Toronto Italia            | Toronto First Portuguese   |
| 1976      | Toronto Italia             |                  |                           | Toronto Italia            | Montreal Castors           |
| 1977      | Montreal Castors           |                  |                           | Montreal Castors          | Toronto Italia             |
| 1978      | Montreal Castors           |                  |                           | Montreal Castors          | Toronto First Portuguese   |
| 1979      | Toronto First Portuguese   |                  |                           | Toronto First Portuguese  | St. Catharines Roma        |
| 1980      | Toronto Falcons            |                  |                           | Toronto Falcons           | Toronto First Portuguese   |
| 1981      | Hamilton Steelers          |                  |                           | Hamilton Steelers         | Toronto Panhellenic        |
| 1982      | Hamilton Steelers          | 2–1 / 1–1        | Toronto Italia            | Toronto Italia            | Hamilton Steelers          |
| 1983      | Toronto Italia             |                  | Dinamo Latino             | Toronto Panhellenic       | Toronto Italia             |
| 1984      | Toronto Italia             |                  |                           |                           |                            |
| 1985      | London Marconi             |                  |                           |                           |                            |
| 1986      | Toronto Blizzard           |                  |                           | Toronto Blizzard          | Toronto Italia             |
| 1987      | Windsor Wheels             |                  |                           | Windsor Wheels            | Toronto Croatia            |
| 1988      | Toronto Italia             |                  |                           | Toronto Italia            | Toronto Panhellenic        |
| 1989      | Toronto Italia             |                  |                           | Toronto Italia            | Toronto Croatia            |
| 1990      | Toronto First Portuguese   |                  |                           | Toronto First Portuguese  | Toronto Italia             |
| 1991      | Scarbourough International |                  |                           | Toronto Italia            | Scarbourough International |
| 1992      | Toronto Croatia            |                  |                           | Toronto Croatia           | St. Catharines Roma        |
| 1993      | Toronto Rockets            |                  |                           |                           |                            |
| 1994      | Toronto Italia             |                  |                           | Toronto Italia            | St. Catharines Roma        |
| 1995      | St. Catharines Wolves      | 1–1 / 2–1        | Toronto Jets              | Toronto Jets              | St. Catharines Wolves      |
| 1996      | Toronto Italia             | 5–0 / 6–0        | St. Catharines Wolves     | Toronto Italia            | St. Catharines Wolves      |
| 1997      | St. Catharines Wolves      |                  |                           | St. Catharines Wolves     | Toronto Croatia            |

### Títulos por equipo
| Club                       | Títulos | Años Campeón                                         |
| -------------------------- | ------- | ---------------------------------------------------- |
| Toronto Italia             | 9       | 1957, 1960, 1975, 1976, 1984, 1988, 1989, 1994, 1996 |
| Toronto Ukraina            | 5       | 1953, 1954, 1955, 1964, 1965                         |
| Toronto Croatia            | 5       | 1970, 1971, 1972, 1973, 1992                         |
| Toronto Ulster             | 4       | 1926, 1932, 1933, 1934                               |
| Montreal Carsteel          | 4       | 1936, 1940, 1941, 1948                               |
| Toronto First Portuguese   | 3       | 1969, 1979, 1990                                     |
| Montreal CNR               | 2       | 1928, 1929                                           |
| Toronto Scottish           | 2       | 1930, 1931                                           |
| Montreal Victorias         | 2       | 1938, 1939                                           |
| Montreal Castors           | 2       | 1977, 1978                                           |
| St. Catharines Wolves      | 2       | 1995, 1997                                           |
| Frood Mines                | 1       | 1935                                                 |
| Toronto British Consols    | 1       | 1937                                                 |
| Montreal Stelco            | 1       | 1947                                                 |
| Toronto Canadians          | 1       | 1949                                                 |
| Hamilton Westinghouse      | 1       | 1950                                                 |
| Toronto St Andrews         | 1       | 1951                                                 |
| Toronto East End Canadians | 1       | 1952                                                 |
| Polish White Eagles        | 1       | 1956                                                 |
| Montreal Hungaria          | 1       | 1958                                                 |
| Montreal Cantalia          | 1       | 1959                                                 |
| Toronto Roma               | 1       | 1961                                                 |
| Toronto Olympia            | 1       | 1962                                                 |
| Italian Virtus             | 1       | 1963                                                 |
| Windsor Teutonia           | 1       | 1966                                                 |
| Hamilton Primos            | 1       | 1967                                                 |
| Sudbury Italia             | 1       | 1968                                                 |
| Serbian White Eagles       | 1       | 1974                                                 |
| Toronto Falcons            | 1       | 1980                                                 |
| Hamilton Steelers          | 1       | 1981                                                 |
| London Marconi             | 1       | 1985                                                 |
| Toronto Blizzard           | 1       | 1986                                                 |
| Windsor Wheels             | 1       | 1987                                                 |
| Scarbourough International | 1       | 1991                                                 |
| Toronto Rockets            | 1       | 1993                                                 |

## Equipos participantes
Lista de equipos participantes en la liga, aunque no está la información exacta de las temporadas que jugaron.
| - Bradford Marshlanders (1977–1982 – ?) - Brampton Kicks (? – 1993, ?1994) - Brantford City (1931–1934) - Brantford Cockshutts (1928–1930; 1948) - Buffalo Blazers (1976–1978) - Canadian National Railway (1929–1932) - Corinthians (1928, 1929) - Detroit Besa (1981) - Dynamo Latino (?–1985) - Fergus (1948) - General Motors (1928) - Guelph Taylor-Forbes (1928) - Hamilton Apollos (?1968, ?1969, 1970–1972) - Hamilton Austins (1951) - Hamilton British Imperials (1948) - Hamilton City (1927–1940; 1950; 1973–1975) - Hamilton Cougars (1959) - Hamilton Croatia (?1968, ?1969, 1970–1976) - Hamilton Homer (?1968, ?1969, 1970; 1973–1975) - Hamilton Hungaria (1958) - Hamilton Italo-Canadians (1958–1960; 1972–1979) - Hamilton Primos (1967, ?1968, ?1969) - Hamilton Steelers (1981, 1982) - Hamilton Stelcos (1939, 1940; 1947) - Hamilton Thistles (1927–1938) - Hamilton Westinghouse (1948–1955) - Hamilton White Eagles (1993, 1995) - Kenwoods (1941) - Kitchener Concordia (?1968, ?1969, 1970, ?1971) - Kitchener Kickers (1965, 1966, ?1967, ?1968, ?1969) - Kitchener Maple Leafs (?1971, 1972) - Kosova Albanians (1997) - Liptons (1941) - London City (1973–1997) - London Marconi (1984–1989) - London CNR (1928) - London German Canadians (?1968, ?1969, 1970–1972) - McKinnons (1929) - Montreal Alouettes (1959) - Montreal Cantalia (1958–1960; 1964) - Montreal Carsteel (1927–1948 –?) - Montreal Castors (1975–1978) - Montreal CNR (1928–?) - Montreal Concordia (1960, 1961) - Montreal Hungaria (1959, 1960) - Montreal Maroons (1927) - Montreal Sparta (1958) - Montreal Stars (1979) - Montreal Ukrainians (1959, 1960; 1964) - North York Rockets (1993) - North York Talons (1996, 1997) - Oakville CW (1996) - Oshawa Italia (1962) - Ottawa Sons of Italy (?1968, ?1969, 1970, ?1971) - Ottawa Tigers (?1971, 1972–1978) - Quebec Selects (1974) - Queen City (1962) - Richmond Hill Kick (?–1993, ?1994) - Scarborough Astros (1994?, 1995, 1996) - Serbian White Eagles (1970–1980) - Soccer Portugais du Quebec (1970) - St. Andrews/Earlscourt (1955) | - St. Catharines Heidelberg (1971–1978) - St. Catharines Roma Wolves (1978–1997) - (St. Catharines Roma 1978–1994; St. Catharines Wolves 1995; St. Catharines Roma Wolves 1996, 1997) - Sudbury (1971) - Sudbury Cyclones (1976–1980) - Sudbury Italia (1965–1967) - Toronto Abruzzi (1964, 1965) - Toronto Azurri (1965) - Toronto Blizzard (1986) - Toronto British Consols (1934–1939) - Toronto Canadian Scots (1957, 1958) - Toronto Canadians (1979) - Toronto City (1948) - Toronto CNR (1928) - Toronto Congasco (1933) - Toronto Croatia (1963–1982 –?–1993; 1997) - Toronto Dimano (1982–?) - Toronto East End Canadians (1949–1956) - Toronto England United (1935–1941) - Toronto Estonia (1962, 1963) - Toronto Falcons (1976–1982 –?) - Toronto First Portuguese (1965–1981) - Toronto Greenbacks (1947) - Toronto Hakoah (1954; 1964, 1965) - Toronto Hellas (1965–1967, ?1968, ?1969, 1970) - Toronto Hungaria (1952–1975) - Toronto Inter-Roma (1967, ?1968, ?1969) - Toronto Italia (1953–1960) - Toronto Italian Virtus (1962, 1963) - Toronto Jets (1995) - Toronto Macedonia (1974–1977) - Toronto Macedonians (1962) - Toronto Malta United (1957, 1958) - Toronto Maple Leafs (1928–1941) - Toronto Maroons (1934) - Toronto Melita (1973–1975) - Toronto Mississauga Hungaria (1977, 1978) - Toronto Oakwoods (1950) - Toronto Olympia (1952–1965) - Toronto Panhellenic (1976–1982 –?) - Toronto Polish White Eagles (1952–1961) - Toronto Polonia (1964; 1973) - Toronto Scottish (1927–1941; 1950–1952) - Toronto Serbians (1979) - Toronto Sparta (1956–1960) - Toronto Supra (1996, 1997) - Toronto St. Andrews (1950) - Toronto Transit Commission (1928–1934) - Toronto Tridents (1954–1960) - Toronto Ukrainia (1977–1981) - Toronto Ukrainians (1950–1967, ?1968, ?1969) - Toronto Ulster United (1927–1941; 1947–1961) - Toronto White Eagles (1967, ?1968, ?1969) - Le Tricolore de Montréal (1955?) - Welland (1948) - Willy Overland (1928) - Windsor Rovers (1927) - Windsor Stars (1975–1978) - Windsor Teutonia (?1965, 1966, 1967–?1968, ?1969) - Windsor Wheels (?–1993, ?1994) - Winnipeg Fury (1993) - Woodbridge (?–1993, ?1994) |